# Stefano Moretti
Stefano Moretti   () va ser un músic, cantant i professor de música a l'illa de Corfú.
Moretti era maestro al cembalo d'un grup dins de Nàpols. El grup havia actuat durant el 1790 a San Giacomo. Es considera important per a l'ascendència de la música jònica a través de la seva instrucció sobre l'autor de la melodia per a l'himne grec Nikólaos Màntzaros.